# Heliosea
Heliosea là một chi bướm đêm thuộc họ Noctuidae.